# Mysi Staw
Mysi Staw (niem. Mäuseteich) – nieistniejący już od najpóźniej początku XIX wieku akwen w rynnie powodziowej rzeki Odry na południe od ścisłego średniowiecznego centrum miasta Wrocławia, w rejonie dzisiejszego Placu Muzealnego.
Widoczny jest na planie miasta B. Weihnera z 1562 (fot. obok) i kolejnych następnych; w XVIII wieku przy okazji rozbudowy fortyfikacji bastionowych włączony został w system wodny zewnętrznej fosy miejskiej. Po likwidacji umocnień wskutek kapitulacji miasta przed wojskami napoleońskimi w 1807 samą fosę miejską pozostawiono (istnieje do dzisiaj), ale Mysi Staw został zasypany i na planie W. Hoffmana z 1827 już nie jest pokazany. Przez cały XIX wiek teren dawnego Stawu pozostawał niezabudowany; w połowie stulecia urządzono tu ogród z niewielkim stawkiem, później na wschód od tego ogrodu wybudowano Nową Synagogę, ukończoną w 1872. W 1873 architekt Friedrich Barchewitz przedstawił projekt kamienic na terenach Mysiego Stawu, ale nie został on zrealizowany. Na południowy zachód od ogrodu powstało Śląskie Muzeum Sztuk Pięknych, ukończone w 1880.

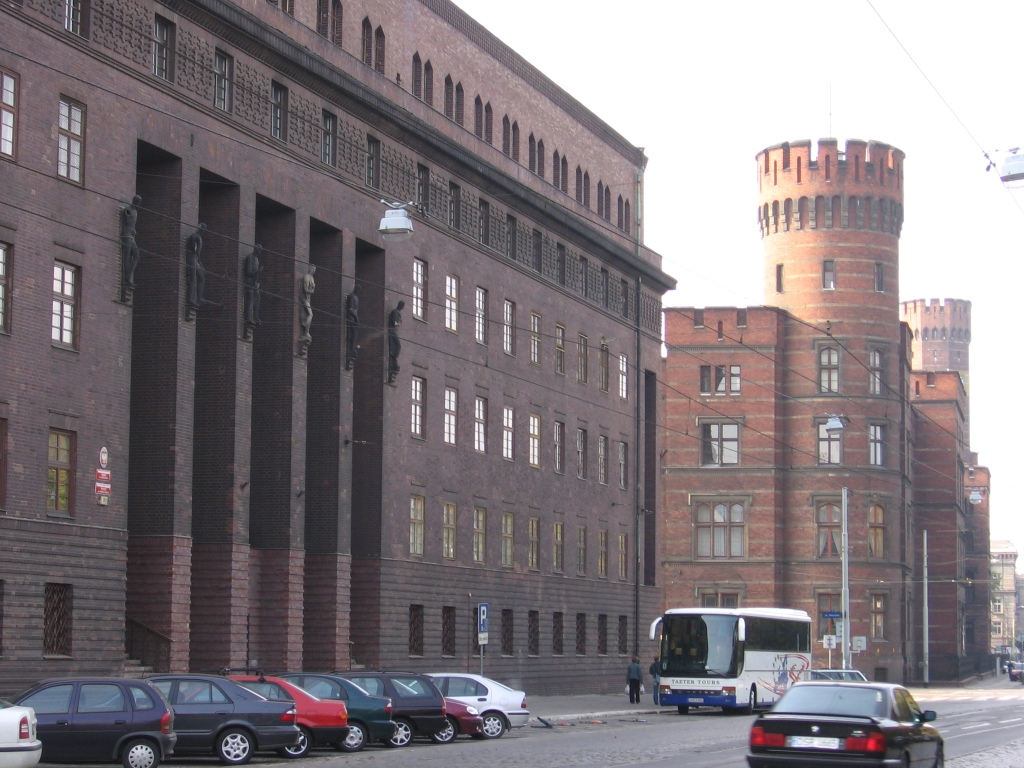
Gmach komendy policji (na pierwszym planie z lewej) wybudowany na miejscu dawnego Mysiego Stawu; budynek z wieżyczkami na dalszym planie to gmach Sądu Okręgowegosąd.

W latach 20. XX wieku na terenie Ogrodu Eichbornów w miejscu dawnego Mysiego Stawu rozpoczęto budowę gmachu komendy policji państwowej. Gmach ten istnieje do dziś i dziś również służy jako komenda policji.